# Matar a un hombre
Matar a un hombre è un film del 2014 diretto da Alejandro Fernández Almendras.